# Wehrbleck
Wehrbleck er en kommune i amtet ("Samtgemeinde") Kirchdorf i Landkreis Diepholz i den tyske delstat Niedersachsen.
I kommunen ligger landsbyerne og bebyggelserne Wehrbleck Dorf, Wehrblecker Heide, Buchhorst, Nordholz, Nutteln og Strange. Gennem området løber floderne Flöte og Aue.